# Теорія пружності
Тео́рія пру́жності — розділ механіки суцільних середовищ, що вивчає деформації і напруження в тілах, котрі перебувають у спокої або рухаються під дією навантажень.

## Завдання теорії пружності
Задачею цієї теорії є запис математичних рівнянь, розв'язання яких дозволяє відповісти на такі запитання:
- якими будуть деформації конкретного тіла, якщо до нього прикласти у відомих місцях навантаження заданої величини?
- якими будуть при цьому напруження в тілі?

Питання, чи тіло зруйнується, чи витримає ці навантаження, тісно пов'язані з теорією пружності, але, строго кажучи, не входить у її компетенцію.
Прикладів можна навести безліч — від визначення деформацій і напружень в навантаженій балці на опорах, до розрахунку цих же параметрів в корпусі літака, ракети, підводного човна, у колесі вагона, в броні танка при ударі снаряда, в гірському масиві при прокладенні штольні, в каркасі висотної будівлі і так далі.
Для випадку інженерних задач, напруження і деформації в конструкціях розраховують за спрощеними теоріями, що логічно базуються на теорії пружності. До таких теорій відносяться: опір матеріалів, завданням якого є розрахунок стрижнів і балок, а також, оцінка напружень, що виникають у зонах контактної взаємодії твердих тіл; будівельна механіка — розрахунок стрижневих систем (наприклад, мостів); і теорія оболонок — самостійна і добре розвинена галузь науки про деформації й напруження, предметом дослідження якої є тонкостінні оболонки — циліндричні, конічні, сферичні, і складніші форми.

## Основні поняття теорії пружності

Розподіл напружень на площинках елементарного паралелепіпеда

Основними поняттями теорії пружності є напруження, що діють на малих площинках, котрі можна уявно провести в тілі через задану точку P, деформації малої околиці точки P і переміщення самої точки P. Точніше кажучи, вводяться тензор механічних напружень {\displaystyle \sigma _{ij}\,\!}, тензор малих деформацій {\displaystyle \varepsilon _{ij}\,\!} і вектор переміщення ui.
Коротке позначення {\displaystyle \sigma _{ij}\,\!}, де індекси i, j набувають значень 1, 2, 3 (або x, y, z) слід розуміти як матрицю у видах:
{\displaystyle {\boldsymbol {\sigma _{ij}}}={\begin{bmatrix}\sigma _{11}&\sigma _{12}&\sigma _{13}\\\sigma _{21}&\sigma _{22}&\sigma _{23}\\\sigma _{31}&\sigma _{32}&\sigma _{33}\end{bmatrix}}=\left[{\begin{matrix}\sigma _{xx}&\sigma _{xy}&\sigma _{xz}\\\sigma _{yx}&\sigma _{yy}&\sigma _{yz}\\\sigma _{zx}&\sigma _{zy}&\sigma _{zz}\\\end{matrix}}\right]\,\!}
Аналогічно слід розуміти й коротке позначення тензора {\displaystyle \varepsilon _{ij}\,\!}.
Якщо фізична точка тіла M внаслідок деформації зайняла нове положення в просторі P´, то вектор переміщення є вектор {\displaystyle \mathbf {PP'} } з компонентами (ux,uy,uz), або, скорочено, ui. У теорії малих деформацій компоненти ui і {\displaystyle \varepsilon _{ij}\,\!} вважаються малими величинами (строго кажучи, нескінченно малими). Компоненти тензора {\displaystyle \varepsilon _{ij}\,\!}, який також має назву тензор деформації Коші  або лінійний тензор деформації і вектора ui пов'язані залежностями:
{\displaystyle \varepsilon _{ij}={\frac {1}{2}}\left(u_{i,j}+u_{j,i}\right)=\left[{\begin{matrix}\varepsilon _{xx}&\varepsilon _{xy}&\varepsilon _{xz}\\\varepsilon _{yx}&\varepsilon _{yy}&\varepsilon _{yz}\\\varepsilon _{zx}&\varepsilon _{zy}&\varepsilon _{zz}\\\end{matrix}}\right]=\left[{\begin{matrix}{\frac {\partial u_{x}}{\partial x}}&{\frac {1}{2}}\left({\frac {\partial u_{x}}{\partial y}}+{\frac {\partial u_{y}}{\partial x}}\right)&{\frac {1}{2}}\left({\frac {\partial u_{x}}{\partial z}}+{\frac {\partial u_{z}}{\partial x}}\right)\\{\frac {1}{2}}\left({\frac {\partial u_{y}}{\partial x}}+{\frac {\partial u_{x}}{\partial y}}\right)&{\frac {\partial u_{y}}{\partial y}}&{\frac {1}{2}}\left({\frac {\partial u_{y}}{\partial z}}+{\frac {\partial u_{z}}{\partial y}}\right)\\{\frac {1}{2}}\left({\frac {\partial u_{z}}{\partial x}}+{\frac {\partial u_{x}}{\partial z}}\right)&{\frac {1}{2}}\left({\frac {\partial u_{z}}{\partial y}}+{\frac {\partial u_{y}}{\partial z}}\right)&{\frac {\partial u_{z}}{\partial z}}\\\end{matrix}}\right]\,\!}
З останнього запису видно, що {\displaystyle \varepsilon _{ij}=\varepsilon _{ji}\,\!}, тому тензор деформації є симетричним за визначенням.
Якщо пружне тіло під дією зовнішніх сил перебуває у рівновазі (тобто швидкості усіх його точок дорівнюють нулю), то в рівновазі перебуває і будь-яка частина тіла, яку уявно можна з нього виділити. З тіла виділяється нескінченно малий прямокутний паралелепіпед, грані якого паралельні координатним площинам декартової системи. З умови рівноваги паралелепіпеда, з розмірами ребер dx, dy, dz, розглянувши умови рівноваги сил в проєкціях, можна отримати:
{\displaystyle {\begin{aligned}&{\frac {\partial \sigma _{xx}}{\partial x}}+{\frac {\partial \sigma _{xy}}{\partial y}}+{\frac {\partial \sigma _{xz}}{\partial z}}+F_{x}=0\\&{\frac {\partial \sigma _{yx}}{\partial x}}+{\frac {\partial \sigma _{yy}}{\partial y}}+{\frac {\partial \sigma _{yz}}{\partial z}}+F_{y}=0\\&{\frac {\partial \sigma _{xx}}{\partial x}}+{\frac {\partial \sigma _{zy}}{\partial y}}+{\frac {\partial \sigma _{zz}}{\partial z}}+F_{z}=0\\\end{aligned}}}
Аналогічно виходять рівняння рівноваги, що виражають рівність нулю головного моменту усіх сил, що діють на паралелепіпед, які приводяться до виду:
{\displaystyle \sigma _{xy}=\sigma _{yx},\sigma _{yz}=\sigma _{zy},\sigma _{zx}=\sigma _{xx}\,\!}
Ця рівність означає, що тензор напружень є симетричним тензор і число невідомих компонент тензора напружень зводиться до 6. Є лише три рівняння рівноваги, тобто рівнянь статики недостатньо для розв'язання задачі. Вихід з положення полягає в тому, щоб виразити напруження {\displaystyle \sigma _{ij}\,\!} через деформації {\displaystyle \varepsilon _{ij}\,\!} за допомогою рівнянь закону Гука, а потім деформації {\displaystyle \varepsilon _{ij}\,\!} виразити через переміщення ui за допомогою формул Коші, і результат підставити у рівняння рівноваги. При цьому виходить три диференціальні рівняння рівноваги відносно трьох невідомих функцій ux uy uz, тобто число невідомих, буде відповідати числу рівнянь. Ці рівняння називаються рівняннями Нав'є-Коші.
{\displaystyle \left(\lambda +\mu \right){\frac {\partial }{\partial x}}\left({\frac {\partial u_{x}}{\partial x}}+{\frac {\partial u_{y}}{\partial y}}+{\frac {\partial u_{z}}{\partial z}}\right)+\mu \left({\frac {\partial ^{2}u_{x}}{\partial x^{2}}}+{\frac {\partial ^{2}u_{x}}{\partial y^{2}}}+{\frac {\partial ^{2}u_{x}}{\partial z^{2}}}\right)+F_{x}=0\,\!}
{\displaystyle \left(\lambda +\mu \right){\frac {\partial }{\partial y}}\left({\frac {\partial u_{x}}{\partial x}}+{\frac {\partial u_{y}}{\partial y}}+{\frac {\partial u_{z}}{\partial z}}\right)+\mu \left({\frac {\partial ^{2}u_{y}}{\partial x^{2}}}+{\frac {\partial ^{2}u_{y}}{\partial y^{2}}}+{\frac {\partial ^{2}u_{y}}{\partial z^{2}}}\right)+F_{y}=0\,\!}
{\displaystyle \left(\lambda +\mu \right){\frac {\partial }{\partial z}}\left({\frac {\partial u_{x}}{\partial x}}+{\frac {\partial u_{y}}{\partial y}}+{\frac {\partial u_{z}}{\partial z}}\right)+\mu \left({\frac {\partial ^{2}u_{z}}{\partial x^{2}}}+{\frac {\partial ^{2}u_{z}}{\partial y^{2}}}+{\frac {\partial ^{2}u_{z}}{\partial z^{2}}}\right)+F_{z}=0\,\!}
де коефіцієнти Ламе:
{\displaystyle \lambda ={\frac {E\nu }{(1+\nu )(1-2\nu )}}}
{\displaystyle \mu ={\frac {E}{2(1+\nu )}}}.

## Граничні умови
Розв'язання задач теорії пружності зводиться до інтегрування системи диференціальних рівнянь у частинних похідних, що визначають поведінку пружного тіла у внутрішніх точках. До цих рівнянь додаються умови на поверхні, що обмежує тіло. Ці умови визначають задання або зовнішніх поверхневих сил, або переміщень точок поверхні тіла. Залежно від цього зазвичай формулюють один із трьох типів крайових задач.
Перша крайова задача — кінематична. В об'ємі тіла відшукуються складові переміщень, що набувають на поверхні певних значень. В умові на поверхні тіла в такий спосіб задаються рівняння поверхні й значення складових переміщень на ній.
Друга крайова задача — статична. У цьому випадку на поверхні тіла не накладені жодні обмеження на переміщення і задаються рівняння поверхні, що направляють косинуси нормалі до поверхні й значення складових поверхневих навантажень.
У випадку, коли поверхня тіла збігається з координатними площинами, граничні умови можуть бути сформульовані безпосередньо в напруженнях. Тоді достатньо вказати рівняння поверхні й задати значення складових напружень на ній.
Третя крайова задача — змішана. У цьому випадку на одній частині поверхні тіла задаються кінематичні умови, а на іншій — статичні.
Цими трьома задачами не вичерпується вся розмаїтість граничних умов. Наприклад, на деякій ділянці поверхні можуть бути задані не всі три складові переміщення або складові поверхневого навантаження.